# Conyers
Conyers je město v Rockdale County, v Georgii, ve Spojených státech amerických. V roce 2011 žilo ve městě 15230 obyvatel.

## Demografie
Podle sčítání lidí v roce 2000 žilo ve městě 10 689 obyvatel, 3910 domácností a 2 557 rodin. V roce 2011 žilo ve městě 6 895 mužů (45,3%), a 8 335 žen (54,7%). Průměrný věk obyvatele je 31 let.

## Osobnosti města
- Holly Hunter (* 1958), herečka a producentka
- Dakota Fanningová (* 1994), herečka
- Elle Fanningová (* 1998), herečka